# قيصوم مدبب
القيصوم المدبب (باللاتينية: Achillea acuminata) نوع نباتي عشبي يتبع جنس القيصوم من الفصيلة النجمية.